# Xã Clay B, Quận Greene, Missouri
Xã Clay B (tiếng Anh: Clay B Township) là một xã thuộc quận Greene, tiểu bang Missouri, Hoa Kỳ. Năm 2010, dân số của xã này là 1.795 người.